# Kulturel kapital
 Denne artikel bør gennemlæses af en person med fagkendskab for at sikre den faglige korrekthed.

Kulturel kapital er et begreb, som den franske sociolog Pierre Bourdieu diskuterer i sin filosofi og sociologi. Kulturel kapital er ét begreb ud af fire, som fokuserer på kapital. De øvrige er økonomisk kapital, social kapital og symbolsk kapital. Kulturel kapital er ressourcer i form af viden om kultur, kendskab til kunst og litteratur, visse uddannelser osv., og handler om en persons evne til at forstå det, der opfattes som kultur i det pågældende lands samfund. Med andre ord er det personens evne til at fortolke og afkode kulturelle referencer og koder på den "rigtige" måde.